# Кристаллоид
Кристаллоид (англ. crystalloid) — антипод коллоида — вещество, легко растворимое и кристаллизующееся, способное проходить в растворённом виде через перепонки, проницаемые для жидкости. Классический пример кристаллоида — раствор поваренной соли в воде.

## Описание
Термин «кристаллоид» введён для обозначения различий между растворимыми в воде веществами в отношении их способности образовывать истинные растворы и просачиваться в растворённом виде через растительные или животные перепонки. Одни вещества просачиваются гораздо быстрее, чем другие, что даёт возможность разделять их путём диализа. Большинство солей и кислот способны кристаллизоваться и быстро диффундировать (хлористые металлы, сернокислый магний, соляная и мышьяковистая кислоты), другие не кристаллизуются (растворимый кремнезём, желатин, белок карамель, таннин). Тела первой группы называют кристаллоидами, а второй — коллоидами.